# Cima Sant'Eurosia
La cima Sant'Eurosia (825 m s.l.m.) è una montagna delle Alpi Biellesi.

## Toponimo

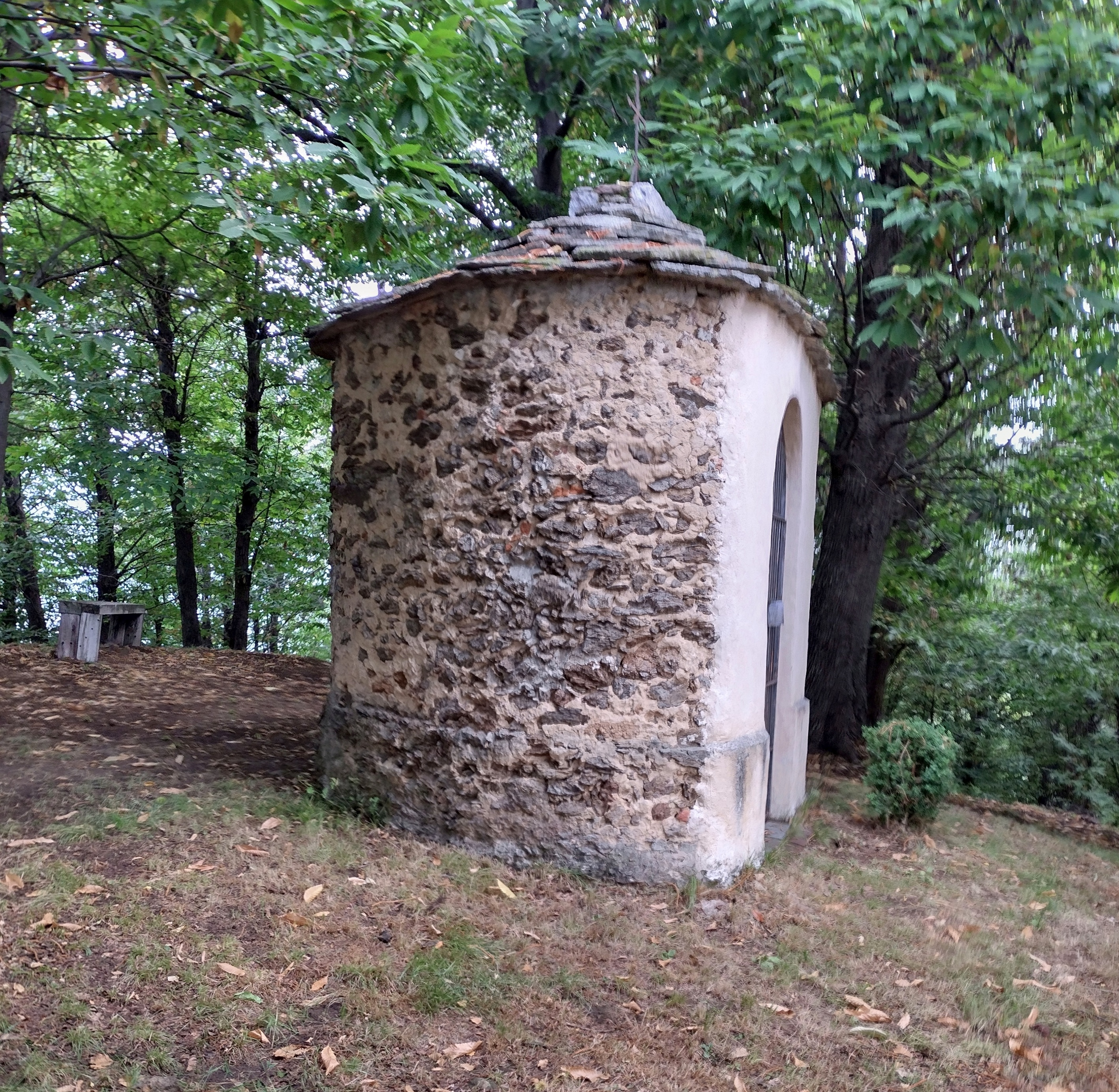
L'oratorio sulla cima della montagna

Il nome della montagna è legato a Sant'Eurosia di Jaca, una santa spagnola il cui culto è diffuso anche in Italia, principalmente nelle regioni settentrionali, e che veniva invocata in particolare per difendere le coltivazioni da tempeste e grandinate.

## Descrizione
La Cima Sant'Eurosia si trova in provincia di Biella; il monte è interamente incluso in comune di Pettinengo. Sorge sullo spartiacque tra la Val Strona e la valletta del suo principale tributario, il torrente Quargnasca. Rappresenta il culmine del tratto di crinale, orientato da sud-ovest a nord-est, compreso tra il cantone di Pettinengo Livera (695 metri di quota) e la sella a 677 metri di quota sulla quale sorge il Santuario di Banchette. Questo secondo punto di valico la separa dal vicino Monte Rovella, più alto e massiccio. La prominenza topografica della Cima Sant'Eurosia è di 130 m. Sul punto culminante si trova un oratorio risalente al XV-XVI secolo.

## Storia

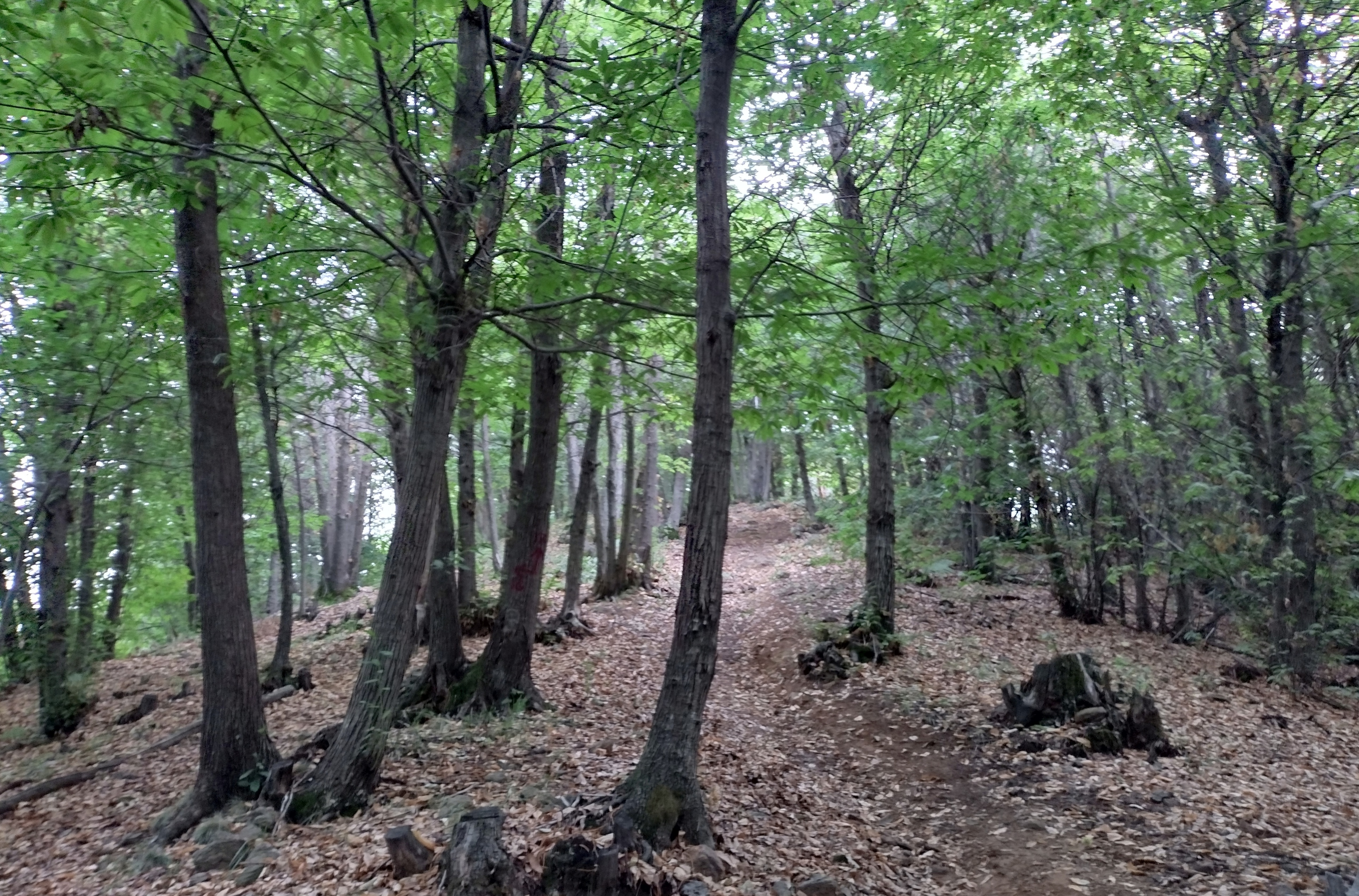
Bosco di latifoglie sul crinale Strona/Quargnasca

Come su altri rilievi della zona si ritiene che anche sulla cima Sant'Eurosia nel Medioevo fossero state costruite rustiche strutture fortificate, in origine collegate alla lotta contro i seguaci di Fra Dolcino. In seguito su alcune di queste cime i materiali presenti vennero riutilizzati per costruire piccoli oratori. Anche per la cappella presente sulla Cima Sant'Eurosia è stata ipotizzata una origine di questo tipo. La datazione di alcuni frammenti ceramici rinvenuti presso la sommità del monte ha però evidenziato una età molto più tarda rispetto alle vicende medioevali.

## Escursionismo
Si può salire a piedi sulla Cima Sant'Eurosia da Pettinengo con una variante rispetto al Sentiero dei Tessitori, uno degli itinerari escursionistici curati dal comune.
Alle falde del monte transita il percorso di trekking  Le Valli della Fede/Cammino di San Carlo, mentre la cima è raggiunta dal  Balcone del Biellese trail, una gara podistica di circa 21 km di sviluppo e 1050 metri di dislivello positivo.